# Kristian Huber
Kristian Huber, né le 13 juin 1997 est un bobeur autrichien.

## Palmarès

### Championnats monde
- : médaillé d'argent en bob à 4 aux championnats monde de 2021.

### Coupe du monde
- 10 podiums  : 
  - en bob à 2 : 1 troisième place.
  - en bob à 4 : 4 deuxièmes places et 5 troisièmes places.